# Виробнича потужність
Виробни́ча поту́жність (рос. производственная мощность, англ. production capacity,  productive capacity; нім. Betriebskapazität f) — розрахунковий, максимально можливий річний (добовий) випуск продукції або обсяг переробки сировини в номенклатурі і асортименті, що передбачається на плановий період при повному використанні виробничого обладнання і площ з урахуванням застосування передової технології, організації виробництва і праці.
Економічне обґрунтування виробничої потужності — найважливіший інструмент планування промислового виробництва. Іншими словами, це потенційна можливість валового випуску промислової продукції.
При формуванні виробничої потужності враховується вплив таких чинників, як номенклатура, асортимент, якість продукції, парк основного технологічного обладнання, середній вік обладнання і ефективний річний фонд часу його роботи при встановленому режимі, розмір виробничих площ тощо.
Від виробничої потужності залежить ступінь задоволення ринкового попиту, що може змінюватися від обсягу, номенклатури і асортименту, тому виробнича потужність повинна передбачати гнучкість всіх технологічних операцій, тобто можливість вчасно перебудувати виробничий процес в залежності від зростання конкурентноспроможності продукції, зміни обсягу, номенклатури і асортименту.
Виробнича потужність розраховується по повному переліку номенклатури і асортименту продукції, що випускається. В умовах багатономенклатурного виробництва, коли продукція, що випускається, характеризується сотнями найменувань виробів, кожне з яких відрізняється не тільки за призначенням або конструктивними особливостями, але і технологією виготовлення, здійснюються згруповування всієї номенклатури створюваної продукції і вибір виробу-представника.
Виробнича потужність розраховується по ведучих виробничих цехах, дільницях і обладнанні з урахуванням кооперації, що склалася і заходів по ліквідації «вузьких місць».
До провідного підрозділу відносяться підрозділи, в яких виконуються основні технологічні операції з виготовлення планової продукції.
Під «вузьким місцем» розуміють невідповідність потужності окремих цехів, дільниць, груп обладнання мінімальної потужності відповідного підрозділу, дільниці або групи обладнання. Виникнення вузького місця є наслідком невідповідності між цехами, дільницями або групами обладнання.